# Mauro De Vecchis
Mauro De Vecchis (20 ottobre 1967) è un allenatore di calcio italiano.

## Carriera
Dal 1991 al 1997 allena nelle giovanili della Lazio.
Nella stagione 1997-1998 ha allenato il Selargius nel Campionato Nazionale Dilettanti, chiudendo il campionato al sesto posto in classifica; l'anno successivo ha guidato il Calangianus nella medesima categoria In seguito, nella stagione 2000-2001 ha allenato i dilettanti laziali dell'Allumiere.
In seguito ha allenato la Torrinsabina e la Foglianese in Eccellenza, ed il Nepi in Serie D.
Dal luglio del 2005 al giugno del 2006 ha allenato la Nazionale della Papua Nuova Guinea. Dopo aver ottenuto una promozione dal campionato di Promozione a quello di Eccellenza con la Foglianese nella stagione 2009-2010, allena la squadra laziale anche nella prima parte della stagione successiva, fino alle sue dimissioni nel dicembre 2010. Nell'estate del 2011 ha allenato il Real Rimini, squadra militante nel campionato di Serie D, dando però le dimissioni ad inizio stagione per poi accasarsi il 29 settembre 2011 all'Ostiantica, nel campionato laziale di Promozione, che ha concluso al dodicesimo posto in classifica, conquistando la salvezza.
Dal 2012 al 2016 ha allenato nella prima divisione albanese: in particolare, nella stagione 2012-2013 è stato tecnico del Kamza, mentre nella prima parte della stagione 2015-2016 (fino al 24 ottobre 2015) ha allenato il Bylis Ballsh.